# Chiesa di San Giuseppe di Cluny
La chiesa di San Giuseppe di Cluny è una chiesa di Roma, nel rione Monti, in via Poliziano.
Essa è opera dell'architetto Luca Carimini e si trova nel monastero delle suore di San Giuseppe di Cluny. La fabbrica incominciò nel 1884 e fu terminata nel 1890. Fu consacrata dal cardinale Lucido Maria Parocchi nel 1900. Singolarità della chiesa è la scala d'accesso a doppia rampa, che pone la chiesa in una posizione sopraelevata rispetto al piano stradale. L'interno è a tre navate con abside, ove è collocato un mosaico raffigurante l’Ascensione di Gesù tra gli Apostoli. Nella cripta si trova una riproduzione della grotta di Lourdes.